# Georges-Frédéric II de Brandebourg-Ansbach
Georges-Frédéric II (3 mai 1678, Ansbach – 29 mars 1703, Schmidmühlen) est margrave de Brandebourg-Ansbach de 1692 à sa mort.

## Biographie
Il est le troisième fils du margrave Jean-Frédéric de Brandebourg-Ansbach et de Jeanne Élisabeth de Bade-Durlach. Il succède à son frère aîné Christian-Albert, mort sans descendance le 16 octobre 1692. Comme il est encore mineur, un gouvernement est désigné pour assurer la régence en son nom.
Lors de la guerre de la Ligue d'Augsbourg, il s'engage dans l'armée prussienne en 1695. Lors de la guerre de Succession d'Espagne, il s'empare de la forteresse de Bersello à Modène. Général de l'armée prussienne, il est mortellement blessé à la bataille de Schmidmühlen, le 29 mars 1703. Ne s'étant jamais marié, il n'a pas d'enfants, et son demi-frère cadet Guillaume-Frédéric lui succède.